# Hymenophyllum tunbrigense
Hymenophyllum tunbrigense (L.) Sm. è una pianta appartenente alla famiglia delle Hymenophyllaceae, originaria di Europa e Africa.

## Descrizione
H. tunbrigense presenta fronde sottili traslucide e glabre, lunghe fino a 10 cm. Le fronde sono di colore blu-verde e sono lucide a causa dell'umidità in condizioni ideali. Gli steli sorreggono le fronde e si dipartono da rizomi scuri che strisciano sulla superficie, formando masse dense nel tempo. Le fronde vivono per diversi anni e possono raggrinzirsi nei periodi di siccità, rinverdendo con le successive piogge. La crescita delle fronde avviene solitamente durante i mesi più umidi in inverno.
Come le altre felci, H. tunbrigense presenta un ciclo vitale aplodiplonte. Le fronde membranose visibili producono spore, da cui si sviluppa il gametofito, molto più piccolo e filiforme, che produce cellule riproduttive maschili e femminili e, dopo la fecondazione, produce la generazione successiva di felci.

## Distribuzione e habitat
H. tunbrigense è una specie originaria dell'Europa occidentale e dell'Africa orientale. Può crescere come pianta epifita o litofita nei climi subtropicali. Cresce spesso su pareti rocciose, sui tronchi degli alberi, nei boschi umidi, nelle foreste pluviali temperate.